# Lucía Muñoz Dalda
Lucía Muñoz Dalda (25 de septiembre de 1993) es una politóloga y política española, fue diputada por Baleares en el Congreso de los Diputados, siendo elegida en la XIII legislatura y XIV legislatura. También fue candidata por Unidas Podemos a la Alcaldía de Palma de Mallorca en las Elecciones municipales de 2023 en Palma.
Trabajó como técnica de proyectos de cooperación y educación antes de ser elegida diputada por el grupo confederal Unidas Podemos.
Fue parte de la mesa de edad que dirigió la sesión constitutiva del Congreso el 19 de mayo de 2019.
Formó parte de la dirección autonómica de la representación morada en su comunidad, desarrollando las funciones de la secretaria de Feminismos y LGTB.
Actualmente es concejal de Podemos Illes Balears en el Ayuntamiento de Palma, y coordinadora autonómica de la formación en dicha Comunidad Autónoma.